# John Dalton

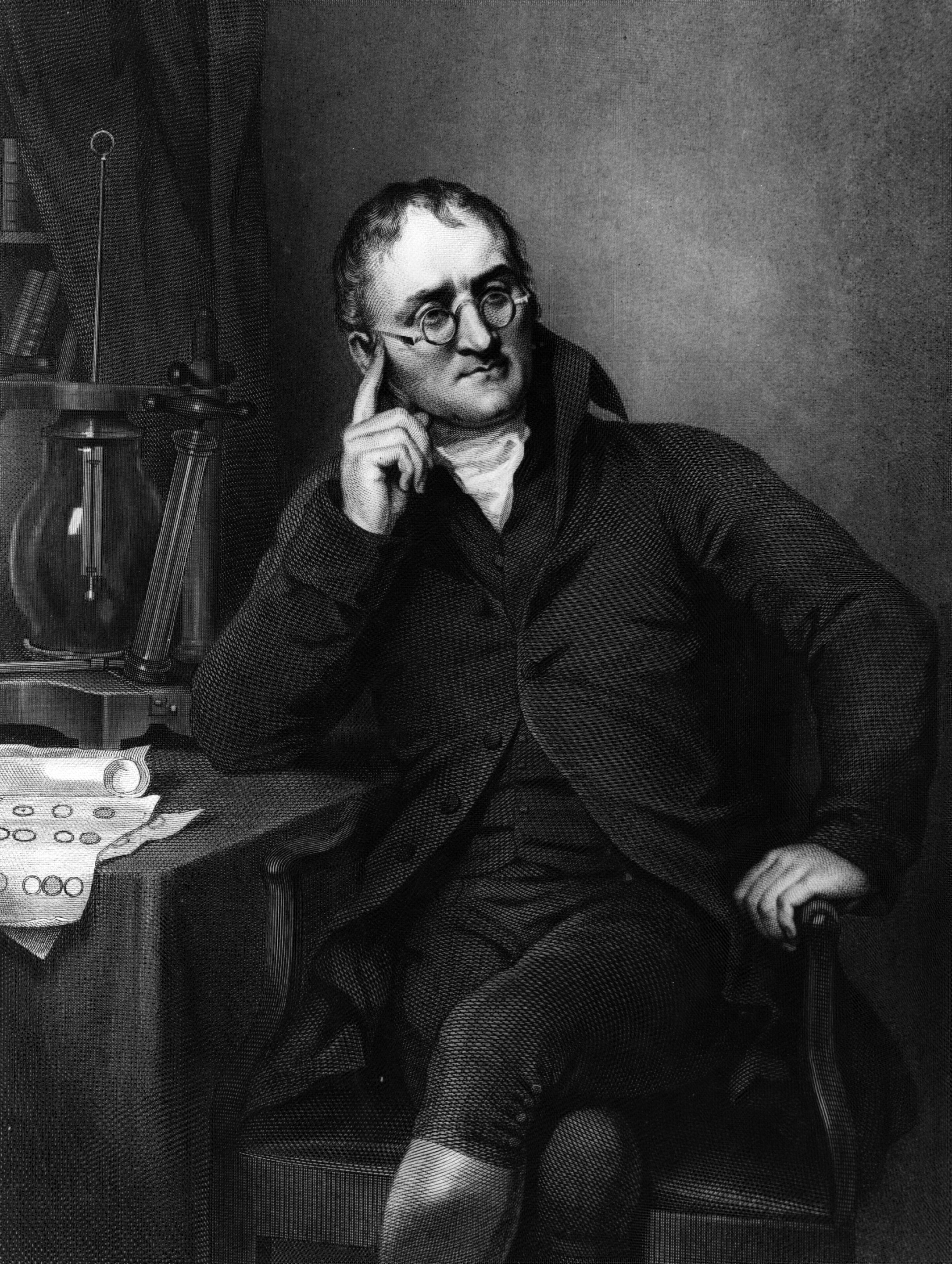
John Dalton

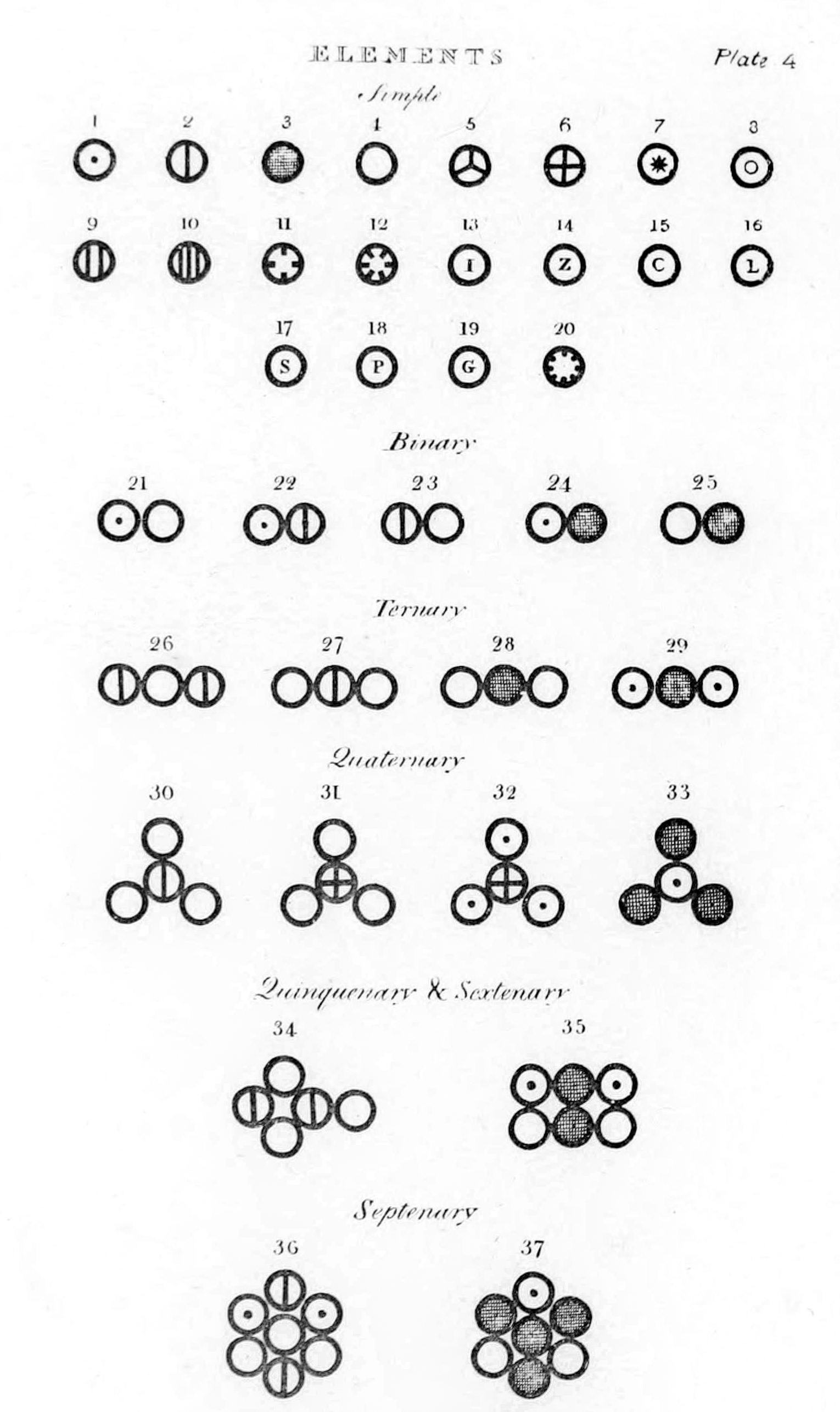
Verschillende atomen en moleculen zoals weergegeven in Daltons in 1808 gepubliceerde boek A New System of Chemical Philosophy

John Dalton (Eaglesfield, 6 september 1766 – Manchester, 27 juli 1844) was een Engelse scheikundige en natuurkundige. De alternatieve benaming dalton (Da) voor de atomaire massa-eenheid, de Wet van Dalton en daltonisme zijn naar hem genoemd.

## Biografie
Dalton werd geboren in Eaglesfield, vlak bij Cockermouth in Cumberland als kind van de wever Joseph Dalton. Hij ging naar de plaatselijke school en een familielid stimuleerde zijn interesse in natuurwetenschap. In 1781 vertrok hij naar Kendal, waar hij les gaf en wiskunde en natuurwetenschappen studeerde. Van 1793 tot 1799 had Dalton een aanstelling aan het New College in Manchester. Tijdens een bezoek aan zijn vrienden en familie in Manchester stierf hij.

## Atoomtheorie
Voor hij zijn belangstelling op de chemie richtte, was Dalton meteoroloog. In 1803 presenteerde hij zijn atoomtheorie gedetailleerd in een lezing. Zijn belangrijkste werk, waarin deze theorie voorkomt, heet A new system of chemical philosophy (1808). Dit bevat de volgende postulaten:
1. Alle materie is samengesteld uit kleine, ondeelbare deeltjes (zie ook atomisme).
2. Alle atomen van een gegeven element bezitten elk hun unieke eigenschappen en eigen massa.
3. Verschillende chemische elementen bestaan uit verschillende atoomsoorten. Iedere atoomsoort bezit een karakteristieke massa.
4. Atomen zijn onverwoestbaar en behouden hun identiteit na een scheikundige reactie (dit in tegenstelling tot wat de alchemie beweerde).
5. Chemische verbindingen worden gevormd door combinatie van atomen van verschillende elementen. Een gegeven verbinding heeft steeds dezelfde verhouding van de atomen van de samenstellende elementen.
6. Er bestaan 3 types atomen: enkelvoudige, samengestelde en complexe.

Ook op andere gebieden heeft Dalton baanbrekend werk gedaan: hij was de eerste die een wetenschappelijk artikel over kleurenblindheid publiceerde (Extraordinary facts relating to the vision of colours 1794), naar hem ook wel daltonisme genoemd (hij was zelf kleurenblind; hij kon rood niet van groen onderscheiden). Hij veronderstelde dat de binnenkomende kleuren beïnvloed werden doordat het glasachtige lichaam in zijn ogen blauwachtig was. Zijn hypothese werd verworpen toen na zijn dood bleek dat het glasachtige lichaam niet blauwig was.